# Anschlussstelle Boxberg
Die Anschlussstelle Boxberg (auch Anschlussstelle 5) verbindet die A 81 mit der B 292 und der L 1095 im Main-Tauber-Kreis in Baden-Württemberg. Unmittelbar an der Anschlussstelle besteht ein Pendlerparkplatz.

## Geographie
Durch die Anschlussstelle wird der südwestliche Teil des Main-Tauber-Kreis an der Grenze zwischen Tauberland und Bauland ans Fernstraßennetz angebunden.
Die Anschlussstelle „Boxberg“ (Anschlussstelle 5) befindet sich kurioserweise auf der Gemarkung von „Ahorn“-Schillingstadt. Die vorausgehende Anschlussstelle Ahorn (Anschlussstelle 4) liegt hingegen auf der Gemarkung von Boxberg-Kupprichhausen.